# Paul Eyschen
Paul Eyschen (Diekirch, 9 de setembre de 1841 - Ciutat de Luxemburg, 11 d'octubre de 1915) va ser un polític i diplomàtic luxemburguès. Va ser elegit diputat el 1868 i nomenat Ministre de la Justícia i Obres Públiques el 1875. Va ser primer ministre de Luxemburg des del 22 de setembre de 1888 fins a la seva mort.

## Biografia
Durant més d'un quart de segle, com a ministre d'Estat i president del govern, Paul Eyschen va dominar la vida política de Luxemburg. Efectivament, el Grand Duc Adolf era ja un ancià al moment de la seva accessió al tron, i el seu fill Guillem IV, greument malalt, no regnaria més que durant uns quants anys.
En temps de Paul Eyschen no hi havia una divisió clara dels partits que es disputaven el parlament luxemburguès. El president del govern va tenir una gran habilitat per tractar amb els diputats individuals, de manera que va poder fer dominant, en general, la seva pròpia línia política.